# Kilikijska vrata
Kilikijska vrata (turško: Gülek Boğazı, prelaz Boğazı) so glavni prehod skozi gorovje Taurus v južni Turčiji, ki povezuje ravnice Kilikije na sredozemski obali z visoko anatolsko planoto v osrednji Mali Aziji. Južni konec prehoda je 44 kilometrov severno od Tarza. 
Kilikijska vrata so ozka soteska ob reki Gökoluk. Najstarejša pot skozi tesen je bila primerna samo za karavane in skozi njo so šle Vojska desetisočih, Aleksander Veliki pred bitko pri Isu, Pavel iz Tarza na poti h Galačanom in križarji na svojem prvem pohodu v Sveto deželo.
Leta 1918 je bila skozi sotesko zgrajena železniška proga, ki povezuje obalo Marmarskega morja nasproti Istanbula in Bagdad. Zgradili so jo nemški inženirji na množici viaduktov in tunelov in je čudovit primer železniške gradnje.  